# 盧克馬尼山
15°09′15″S 73°03′56″W / 15.15417°S 73.06556°W
盧克馬尼山（Lujmani），是秘魯的山峰，位於該國南部阿雷基帕大區和阿亞庫喬大區，由查爾卡納區和聖何塞德烏蘇瓦區負責管轄，屬於安地斯山脈的一部分，海拔高度5,000米。